# Veliki Obrež
Veliki Obrež este o localitate din comuna Brežice, Slovenia, cu o populație de 298 de locuitori.